# Mumia revine
Mumia revine (titlu original: The Mummy Returns) este un film american de aventură din 2001 scris și regizat de Stephen Sommers. Rolurile principale au fost interpretate de actorii Brendan Fraser, Rachel Weisz, John Hannah, Arnold Vosloo, Oded Fehr, Patricia Velásquez și The Rock.
Filmul este o continuare a filmului din 1999,  Mumia.
Ca urmare a succesului filmului din 2002, Regele Scorpion, care are loc cu 5000 ani în urmă, personajul omonim (interpretat de Dwayne Johnson- The Rock) a fost introdus în acest de film. Mumia revine a fost urmat de filmul din 2008 Mumia: Mormântul Împăratului Dragon.

## Prezentare
În Egiptul antic, Regele Scorpion își conduce armata într-o campanie de cucerire a întregii lumi. În 3067 î.Hr., la șapte ani după ce a început această campanie, Regele Scorpion este învins în timpul asediului de la Teba și armata sa ia drumul exilului prin deșertul Ahm Shere. Oamenii lui mor de epuizare, singurul supraviețuitor fiind Regele Scorpion. După ce îi promite lui Anubis că-i va da sufletul său în schimbul puterii de a-și învinge dușmanii, este creată o oaza în care să fie ascunsă piramida Regelui Scorpion și primește o legiune de războinici șacali umanoizi ca imaginea lui Anubis pentru a se răzbuna. Armata lui Anubis mătură întreg Egiptul, distrugând totul în calea sa, dar odată ce misiunea lor este terminată Anubis cere sufletul Regelui Scorpion și armata sa înapoi.
În 1933, Rick și Evelyn O'Connell cercetează o structură mortuară în ruine din orașul antic egiptean Teba împreună cu fiul lor, Alex. Aceștia descoperă brățara lui Anubis. La Londra, Alex pune brățara pe mână și aceasta îi dezvăluie o viziune cu traseul către oaza din deșertul Ahm Shere. Alex are șapte zile pentru a ajunge în piramida din oază, în caz contrar brățara îl va ucide în momentul în care razele soarelui vor străluci deasupra piramidei Regelui Scorpion; totodată în acel moment Regele Scorpion și armata sa se vor trezi.
Evelyn este capturată de către un cult egiptean care l-a reînviat pe Imhotep; aceștia doresc să folosească puterea lui Imhotep pentru a-l învinge pe Regele Scorpion, astfel ar prelua comanda armatei lui Anubis pentru a cuceri tot Pământul. Cultul, condus de Baltus Hafez, muzeograf la British Museum, mai cuprinde un războinic pe nume Lock-Nah și pe Meela Nais, reîncarnarea iubirii lui Imhotep, Anck-su-namun. Ceilalți membri ai familiei O'Connell încep o misiune de salvare a Evelynei, fiind ajutați de fratele acesteia, Jonathan și de Medjai Ardeth Bay.
După ce descoperă că brățara lipsește, Baltus Hafez încearcă s-o sacrifice pe Evelyn, însă are loc o luptă între Rick și Imhotep. Imhotep apoi cere ajutorul soldaților săi mumificați ca să-i omoare. După ce o eliberează pe Evelyn fug cu un autobuz londonez cu etaj. După ce scapă de soldații mumificați, Alex este răpit și ceilalți O'Connell străbat tot Egiptul pentru a-l salva, fiind ajutați de Izzy, un asociat de-al lui Rick în aventurile sale din trecut. Izzy este pilot și ajută grupul transportându-i cu un dirijabil.
Brățara îi arată lui Alex drumul spre Ahm Shere și Imhotep se folosește de aceste viziuni. În fiecare loc în care ajung, Alex lasă indicii pentru părinții săi care-i urmează în dirijabilul lui Izzy. Imhotep folosește Cartea Morților pentru a-i da Meelei Nais sufletul lui Anck-su-namun dar, în același timp, Evelynei îi revin amintirile din viața ei anterioară ca Prințesa Nefertiri, purtătoarea brățarei și fiica faraonului Seti I. Lock-Nah descoperă că Alex a lăsat în urma sa indicii, astfel încât Imhotep ridică un zid de apă care atacă dirijabilul. Acesta se prăbușește în jungla din Ahm Shere. Izzy rămâne lângă dirijabil în speranța că va reuși să-l repare. Familia O'Connell atacă cultul dar ambele tabere sunt atacate de mumii-pigmei. Rick îl salvează pe Alex în timp ce Ardeth Bay îl ucide pe Lock-Nah. Ei scapă de pigmei, care ucid majoritatea cultului, cu excepția lui Baltus. Imhotep și Anck-su-namun scapă nevătămați din cauza puterilor lui Imhotep și ale lui Anck-su-namun, aceasta fiind păstrătoarea Cărții Morților.
Este dezvăluit că sceptrul pe care Jonathan îl poartă se transformă într-o suliță care-l poate ucide pe Regele Scorpion. Oamenii lui Medjai aparent înving armata lui Anubis în ciuda pierderilor grele, dar apoi descoperă că au învins doar avangarda, iar restul armatei lui Anubis îi atacă în continuare. Cu toate acestea, înainte ca războinicii Anubis să-i lovească pe oamenii lui Medjai, Rick reușește să-l ucidă pe Regele Scorpion, astfel încât și armata sa trece înapoi în lumea de dincolo. Moartea Regelui Scorpion rupe jurământul cu Anubis, astfel încât oaza se prăbușește în deșertul în care este aspirată alături de piramidă. Rick și Imhotep atârnă de marginea unei gropi care duce spre lumea de dincolo. Evelyn își riscă viața pentru a-l salva pe Rick. Anck-su-namun refuză să facă același lucru pentru Imhotep și-l abandonează. Cu inima frântă, Imhotep își dă drumul și cade spre lumea de dincolo, către moartea sa. Anck-su-namun fuge din piramidă, dar își găsește sfârșitul într-o groapă cu scorpioni.
Familia O'Connell ajunge în vârful piramidei care este aspirată de deșert. Izzy apare însă cu dirijabilul reparat și-i salvează. Jonathan apucă diamantul din vârful piramidei. Ardeth Bay îi salută în timp ce zboară pe deasupra sa.

## Distribuție
| Actor                     | Rol                                          |
| ------------------------- | -------------------------------------------- |
| Brendan Fraser            | Rick O'Connell                               |
| Rachel Weisz              | Evelyn Carnahan O'Connell/Prințesa Nefertiri |
| Arnold Vosloo             | Imhotep                                      |
| John Hannah               | Jonathan Carnahan                            |
| Oded Fehr                 | Ardeth Bay                                   |
| Patricia Velásquez        | Meela Nais/Anck-Su-Namun                     |
| Dwayne "The Rock" Johnson | Regele Scorpion (Mathayus din Akkad)         |
| Freddie Boath             | Alex O'Connell                               |
| Alun Armstrong            | Baltus Hafez                                 |
| Adewale Akinnuoye-Agbaje  | Lock-Nah                                     |
| Shaun Parkes              | Izzy Buttons                                 |
| Bruce Byron               | Red                                          |
| Joe Dixon                 | Jacques                                      |
| Tom Fisher                | Spivey                                       |
| Aharon Ipalé              | Faraonul Seti I                              |